# Domingoa gemma
Domingoa gemma är en orkidéart som först beskrevs av Heinrich Gustav Reichenbach, och fick sitt nu gällande namn av Van den Berg och Soto Arenas. Domingoa gemma ingår i släktet Domingoa och familjen orkidéer. Inga underarter finns listade i Catalogue of Life.